# Kaj í Bartalsstovu
Kaj Leo í Bartalsstovu (ur. 23 czerwca 1991) – farerski piłkarz występujący na pozycji skrzydłowego pomocnika w islandzkim klubie Hafnarfjarðar oraz w reprezentacji Wysp Owczych.

## Kariera klubowa
Karierę piłkarską í Bartalsstovu rozpoczął w 2008 roku w klubie Víkingur Gøta, kiedy występował dla drugiego i trzeciego składu. W pierwszej drużynie wystąpił 1 kwietnia w meczu pierwszej kolejki Vodafonedeildin 2010 przeciwko AB Argir, który Víkingur wygrał 5:3. Pierwszą bramkę strzelił 15 kwietnia w meczu z NSÍ Runavík, który zakończył się zwycięstwem 3:2. Łącznie dla pierwszego składu rozegrał 127 spotkań - sto dwa w lidze, piętnaście w pucharach, dwa w superpucharach i osiem w rozgrywkach europejskich. Strzelił w nich dwadzieścia sześć bramek. W czasie jego gry klub zdobył trzy Puchary Wysp Owczych (2009, 2012 i 2013), jednak zajął najwyżej trzecie miejsce w ligowej tabeli (2009 i 2011).
W styczniu 2014 roku podpisał kontrakt z norweskim trzecioligowym klubem Levanger FK. W pierwszym sezonie wystąpił w nim dwadzieścia cztery razy i zdobył sześć goli. Jego klub zajął wówczas pierwsze miejsce w ligowej tabeli i awansował do wyższego poziomu rozgrywek. W drugiej lidze zadebiutował 6 kwietnia 2015 roku w przegranym 0:5 meczu przeciwko Åsane Fotball. Później zagrał jeszcze w siedemnastu spotkaniach i strzelił dwie bramki. Jego klub zajął dziewiąte miejsce w tabeli OBOS-ligaen 2015.
1 lutego 2016 roku podpisał półtoraroczny kontrakt z rumuńskim Dinamo Bukareszt. Został tym samym pierwszym zawodnikiem z Wysp Owczych grającym dla pierwszej ligi rumuńskiej. 14 lutego zadebiutował w przegranym 0:1 meczu przeciwko FC Botoșani, zastępując w pięćdziesiątej szóstej minucie Valentina Costache'a. Dla drużyny wystąpił łącznie osiem razy, nie zdobywając żadnej bramki. 20 maja został zwolniony ze swojego kontraktu po zmianie trenera drużyny.
W lipcu 2016 podpisał kontrakt z islandzkim pierwszoligowym Hafnarfjarðar. W barwach klubu zadebiutował 3 sierpnia w wygranym 3:1 meczu z Akraness. Do końca sezonu rozegrał siedem meczów i nie strzelił żadnej bramki. Wraz z klubem zdobył mistrzostwo Islandii.

## Kariera reprezentacyjna
Swój pierwszy mecz w reprezentacji U-21 wystąpił 31 maja 2011 roku w spotkaniu przeciwko Irlandii Północnej, zakończonym remisem 0:0. Później zagrał w niej jeszcze pięć spotkań, nie zdobywając żadnej bramki.
W reprezentacji Wysp Owczych zagrał po raz pierwszy 21 lutego 2013 roku w towarzyskim spotkaniu przeciwko Tajlandii, przegranym 0:2, choć powołanie dostał już rok wcześniej. Do obecnej chwili zagrał w dziewięciu meczach, nie strzelając żadnej bramki.

## Sukcesy

### Klubowe
Víkingur Gøta
- Puchar Wysp Owczych (3x): 2009, 2012, 2013

FH Hafnarfjörður
- Mistrzostwo Islandii (1x): 2016